# Марти (кратер)

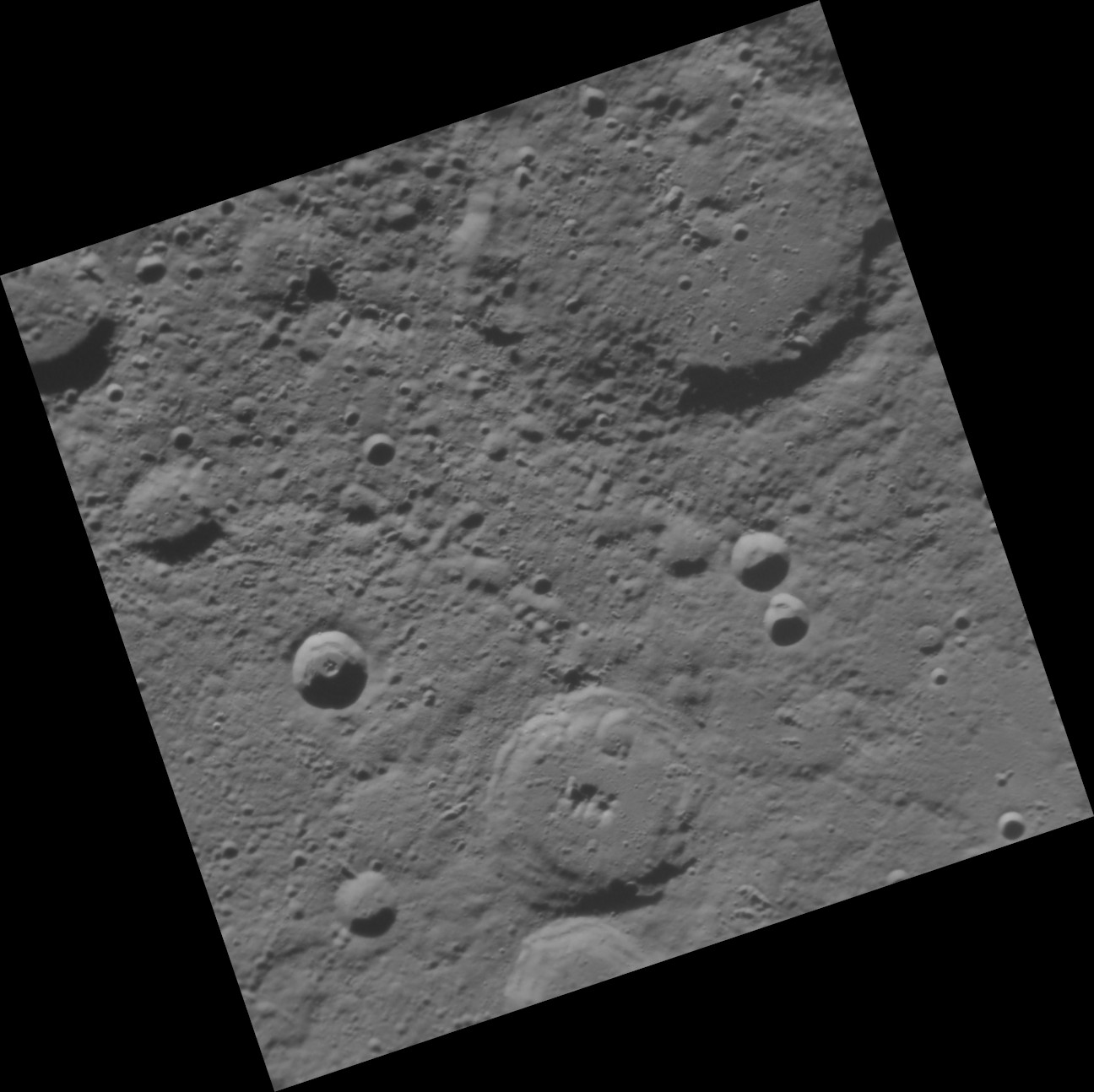
Кратер Марти

Марти (лат. Martí) — кратер на Меркурии. Его диаметр составляет 69,48 км. Координаты центра — 75°30′ с. ш. 165°12′ в. д. / 75,5° с. ш. 165,2° в. д.. В 1976 году Международный астрономический союз присвоил кратеру имя кубинского поэта и революционера Хосе Марти.